# Garching bei München
Garching bei München är en stad i Landkreis München i Regierungsbezirk Oberbayern i förbundslandet Bayern i Tyskland.
Staden ligger i norra delen av distriktet (Landkeis) München vid gränsen till distriktet Freising. Direkt söder om Garching ligger staden München och kommunens nordöstra del utgörs av floden Isars slättland.
Garching har ett högskoleområde som är ansluten till Münchens tekniska universitet. Dessutom förekommer fyra instituten av Max Planck-sällskapet, ett forskningscentrum av General Electric och en forskningsreaktor.
Münchens tunnelbana har tre stationer i kommunen och staden har anslut till motorvägen A9.